# پخته‌کار (ازبکستان)
پَخته‌کار نام منطقه‌ای است در ولایت جیزک در ازبکستان. این منطقه مرکز شهرستان پخته‌کار است.
در سال ۱۹۸۹ جمعیتی معادل ۱۵٬۳۶۶ نفر داشته‌است و برآورد می‌شود در سال ۲۰۱۲ به ۲۳٬۵۹۳ نفر برسد.
در سال ۱۹۷۴ به‌عنوان شهر شناخته شد. این شهر یک کارخانهٔ پنبه دارد.

## نام
در فارسی دری و تاجیکی به پنبه، پخته می‌گویند و در شرق مناطق فارسی زبان همچنان رایج است. کار نیز فارسی است و پخته‌کار به‌معنی پنبه‌کار است.